# Elecciones municipales de 2007 en Alcorcón
Las elecciones municipales de 2007 se celebraron en Alcorcón el domingo 27 de mayo, de acuerdo con el Real Decreto de convocatoria de elecciones locales en España dispuesto el 2 de abril de 2007 y publicado en el Boletín Oficial del Estado el día 3 de abril. Se eligieron los 27 concejales del pleno del Ayuntamiento de Alcorcón.
| Resultados                                 | Resultados | Resultados |
| Candidatura                                | Votos      | Concejales |
| ------------------------------------------ | ---------- | ---------- |
| Partido Socialista Obrero Español          | 39 487     | 14         |
| Partido Popular                            | 35 567     | 12         |
| Izquierda Unida Comunidad de Madrid        | 4847       | 1          |
| Los Verdes-Grupo Verde                     | 2289       | 0          |
| Centro Democrático Español                 | 276        | 0          |
| Partido Comunista de los Pueblos de España | 248        | 0          |